# Congedo Editore
Congedo Editore è una casa editrice del Salento, con sede a Galatina, fondata nel 1968 da Mario Congedo, dopo un'iniziale carriera giornalistica.
Il nome originario, Edizioni dell'Almanacco Salentino, è stato mutato in quello attuale poco dopo la fondazione, nel 1970.

## Attività editoriali
Le attività della casa editrice, fin dalla fondazione, sono state orientate all'editoria culturale, in rapporto di collaborazione instauratosi dapprima con le locali università di Lecce e di Bari ed estesosi in seguito ad altre istituzioni accademiche italiane.
Ha all'attivo circa 3400 pubblicazioni in 50 anni di attività, qualificandosi come grande editore.
Le opere di notorietà internazionale includono i saggi di linguistica e glottologia di Gerhard Rohlfs, gli Statuta et capitula florentissimae civitatis Litii di Maria d'Enghien, il filosofo Ernesto Grassi.